# Ancylonotopsis pictoides
Ancylonotopsis pictoides là một loài bọ cánh cứng trong họ Cerambycidae.